# Jan Jakub Kotík
 Jan Jakub Kotík, též Kotik, (22. října 1972 Buffalo – 13. prosince 2007 Praha) byl umělec, rockový bubeník a prapravnuk Tomáše G. Masaryka, prvního československého prezidenta. Byl pravnukem českého malíře Herberta Garrigue Masaryka.

## Život
Byl synem hudebního skladatele Petra Kotíka a Charlotty Kotíkové, rozené Pocheové, dcery profesora Emanuela Pocheho a Herberty Masarykové (v pondělí 24. října 2016 obdržela v Praze cenu ministra kultury). Rodiče emigrovali začátkem sedmdesátých let 20. století do USA. Jeho bratrem je Tomas Kotík. Jan Jakub Kotík studoval na umělecké škole a hrál na bicí v několika newyorských formacích jako například Mommyheads. V roce 2000 se přestěhoval do Prahy. Roku 2003 se oženil s kurátorkou výstav současného umění Gabrielou Bukovinskou, se kterou má dva syny, Armanda (* 2005) a Tabera Herberta (* 2006). V roce 2007 se stal finalistou Ceny Jindřicha Chalupeckého. Dne 13. prosince 2007 zemřel na rakovinu.